# Port de la Goleta
El port de La Goleta (àrab: ميناء حلق الوادي, mīnāʾ Ḥalq al-Wādī) és el principal port de Tunísia, situat a la delegació de La Goleta a uns 10 km a l'est de Tunis, a la costa del golf de Tunis i a l'entrada del llac de Tunis enfront del port comercial de Radès (que està a la part sud).
El 2006 va tenir 652.916 passatgers dels quals 575.546 eren turistes de creuers. Pel port s'importen vehicles, aliments, i productes industrials. En el futur està destinat a ser exclusivament un port per creuers i de passatgers. Les mercaderies que van circular pel port el 2006 foren 1.010.444 de tones i 1.466 vaixells; els magatzems tenen una capacitat de 35.600 metres quadrats i els molls mesuren 1.096 metres lineals.
El canal s'està millorant per tenir una profunditat d'accés de 14 m i una profunditat al canal de 13 m, per poder acollir gran creuers.

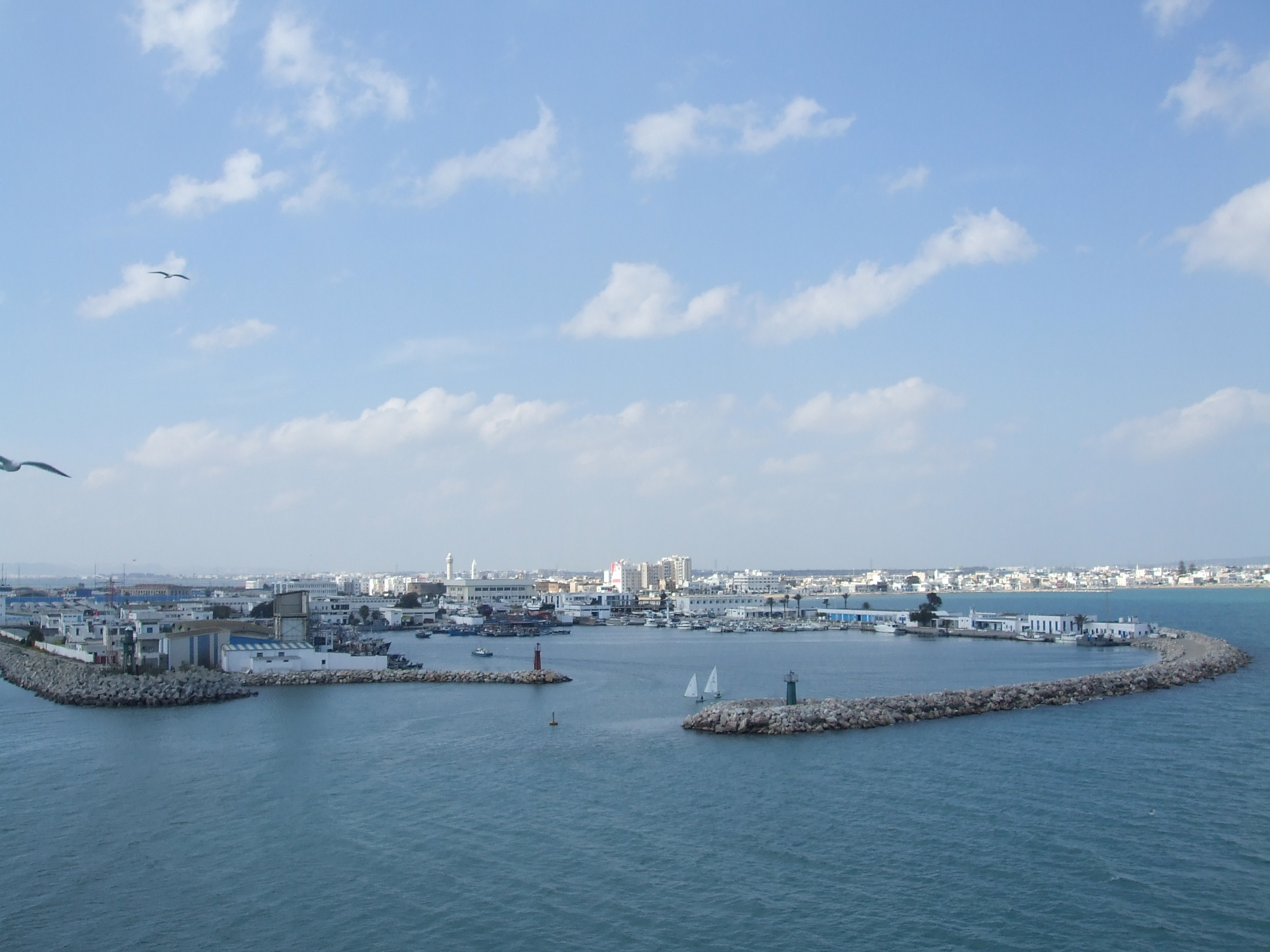
Port de la Goleta